# Montigny (Cher)
Montigny – miejscowość i gmina we Francji, w Regionie Centralnym, w departamencie Cher.
Według danych na rok 1990 gminę zamieszkiwało 375 osób, a gęstość zaludnienia wynosiła 13 osób/km² (wśród 1842 gmin Regionu Centralnego Montigny plasuje się na 775. miejscu pod względem liczby ludności, natomiast pod względem powierzchni na miejscu 367.).